# 贝洛梅尔-盖乌维尔
贝洛梅尔-盖乌维尔（法語：Belhomert-Guéhouville，法語發音：[bɛlɔmɛʁ ɡeuvil]）是法国厄尔-卢瓦省的一个市镇，属于诺让勒罗特鲁区。该市镇于1834年由原市镇贝洛梅尔（Belhomert）和盖乌维尔（Guéhouville）合并而成。。

## 地理
贝洛梅尔-盖乌维尔（48°30'15"N, 1°3'30"E）面积10.95 平方千米，位于法国中央-卢瓦尔河谷大区厄尔-卢瓦省，该省份为法国北部内陆省份，北起顺时针与厄尔省、伊夫林省、埃松省、卢瓦雷省、卢瓦-谢尔省、萨尔特省和奧恩省接壤。
与贝洛梅尔-盖乌维尔接壤的市镇（或旧市镇、城区）包括：迪尼。

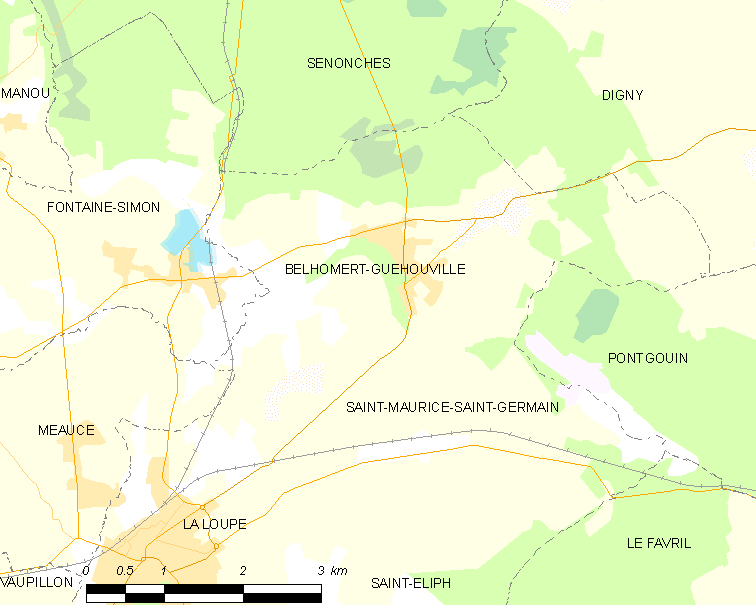
贝洛梅尔-盖乌维尔的OSM定位图

贝洛梅尔-盖乌维尔的时区为UTC+01:00、UTC+02:00（夏令时）。

## 行政
贝洛梅尔-盖乌维尔的邮政编码为28240，INSEE市镇编码为28033。

## 政治
贝洛梅尔-盖乌维尔所属的省级选区为诺让勒罗特鲁县。

## 人口

1962-2008年间贝洛梅尔-盖乌维尔人口变化图示

贝洛梅尔-盖乌维尔于2022年1月1日时的人口数量为811人。

## 友好城市
- 義大利 皮埃蒙特自由镇